# Орикс і Деркач
«Орикс і Деркач» (англ. Oryx and Crake) — роман канадської письменниці Маргарет Етвуд. Вона охарактеризувала роман як суміш фантастики та пригодницького роману радше, ніж власне наукову фантастику, тому що в творі не йдеться про «технології, які ще не вигадали». Події у творі виходять за межі реалізму, який вона вважає притаманним традиційним реалістичним романам. «Орикс і Деркач» вперше опублікувало видавництво McClelland and Stewart у 2003 році. Того ж року він був номінований на Букерівську премію у категорії «Художня література», а у 2004 році — Orange Prize for Fiction. 
Видання українською мовою: Марґарет Етвуд. Орикс і Деркач. — Х. : КСД, 2020. — 320 с. — ISBN 978-617-12-8347-3. Переклала Наталія Михаловська